# Tostada Siberia
La tostada Siberia, tostada de La Siberia o tostada tipo Siberia es un platillo tradicional del Estado de Nuevo León, en México. Se llaman «de la Siberia» o «Siberia» dado que el negocio que popularizó este platillo llevaba este nombre. Además, la tostada recuerda a las enormes montañas de la entidad, y sobre todo en su capital Monterrey.

## Origen
Sus creadores, Demetrio y Francisco Téllez, originarios de Puebla, fundaron en 1946 La Siberia del Norte, comenzando con un puesto de comida ubicado en la calle Colegio Civil #1029 norte, en el centro de Monterrey. El platillo fue pensado para aquellas personas que transitaban por el lugar con dirección a la Central de Autobuses, quienes necesitaban comer algo rápido y suficiente para continuar su viaje.

## Variantes
Dentro de este restaurante se creó una versión diferente, que en lugar de pollo, llevaba puerco, y que únicamente se servía los fines de semana. Esta versión sigue aun vigente en el menú del lugar.
Además existe la versión en taco en la cual solo se pasa la tortilla por aceite y se enrolla con el mismo relleno.

## Ingredientes
Se compone de un guacamole elaborado con aguacate y tomate guaje verde al cual se le añade vinagre de los chiles jalapeños, pechuga o pierna de gallina desmenuzadas y crema, todo esto dentro de dos tostadas de maíz grandes. Se suele acompañar con chiles y zanahorias curtidos en vinagre.